# Mittenothamnium circinatum
Mittenothamnium circinatum är en bladmossart som beskrevs av Ryszard Ochyra 1999. Mittenothamnium circinatum ingår i släktet Mittenothamnium och familjen Hypnaceae. Inga underarter finns listade i Catalogue of Life.